# Hermanos Somolinos

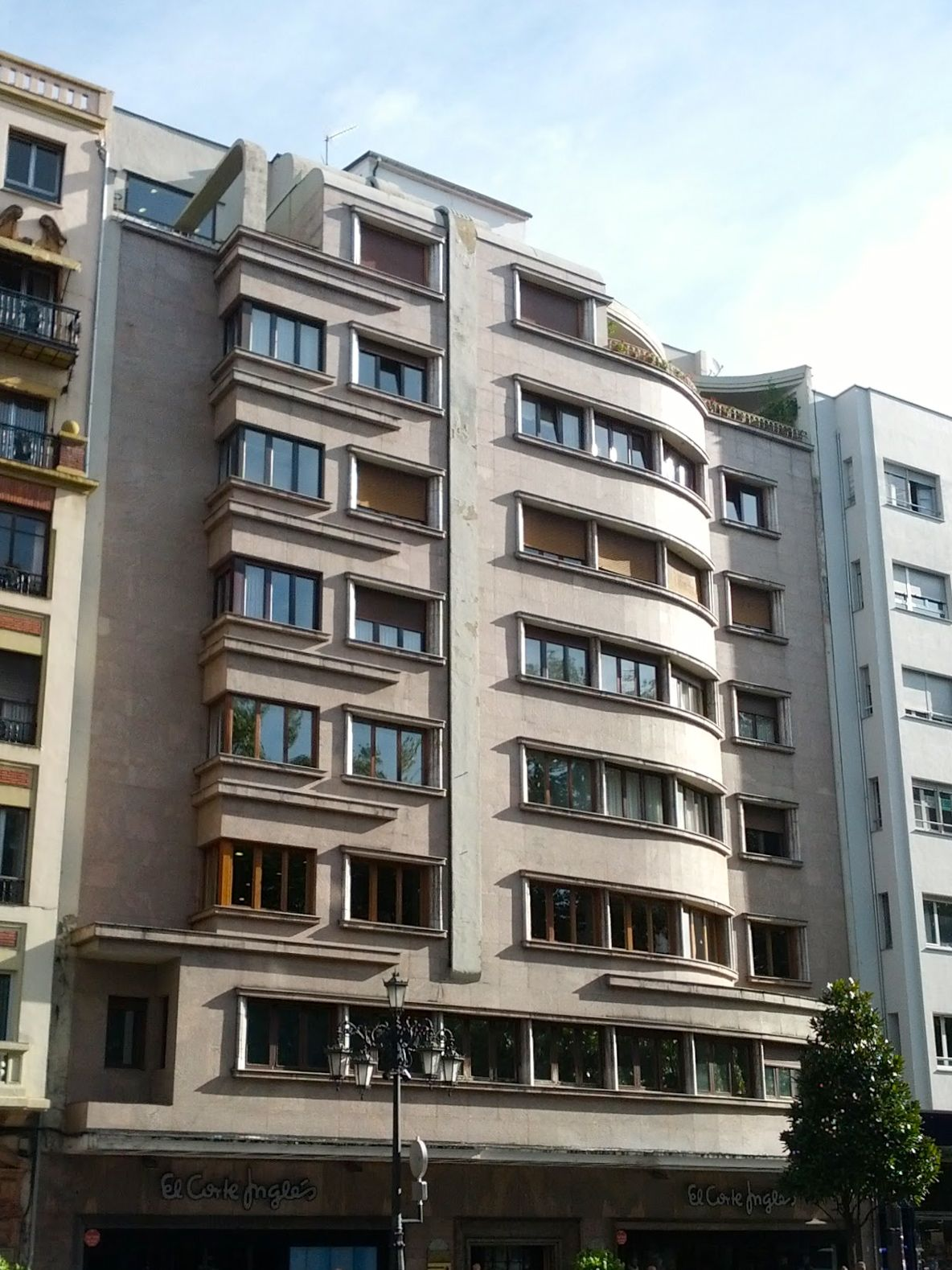
Antiguo Cine Aramo de Oviedo

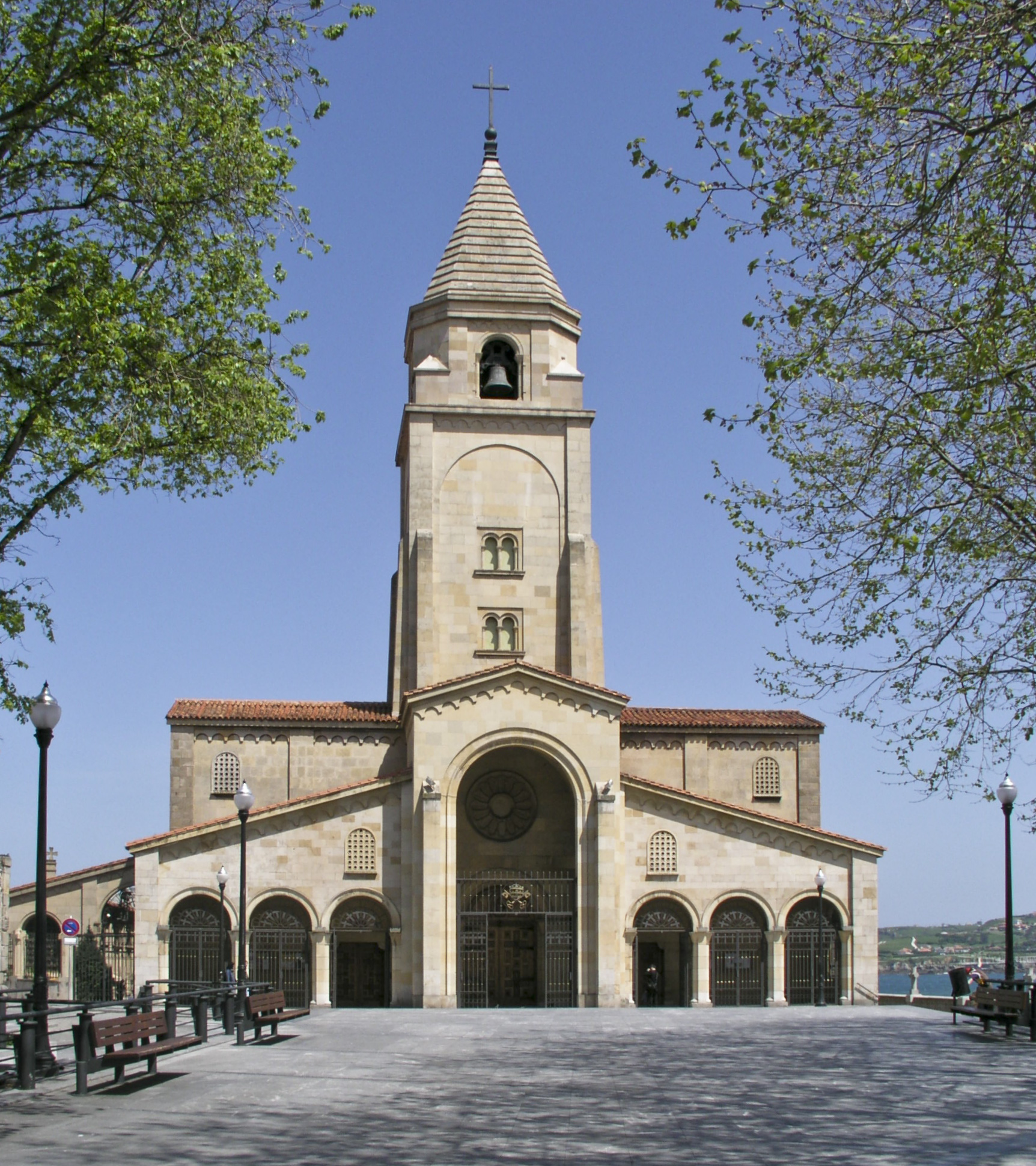
Iglesia de San Pedro de Gijón

Francisco Somolinos Cuesta (México, 1908 - Madrid, 1999) y Federico Somolinos Cuesta (México, 1911 - Oviedo, 2000), conocidos como los Hermanos Somolinos, fueron dos arquitectos asturianos.

## Biografía
Ambos estudiaron en el Colegio la Inmaculada Concepción de Gijón y se formaron en la Escuela Superior de Arquitectura de Madrid. Francisco y Federico emprenden numerosos proyectos primero por separado y más tarde firmando juntos, siendo una de sus primeras obras la reconstrucción tras la Guerra Civil del colegio asturiano donde estudiaron. En sus obras mezclaron las corrientes propias de la arquitectura del franquismo, soliendo enmarcar sus edificios en el movimiento moderno y el historicismo, dejando huella en numerosos edificios de viviendas, iglesias y oficinas sobre todo en el centro de Asturias. También fueron los arquitectos de buena parte de las viviendas sociales de la Obra Sindical del Hogar.

### Obras destacadas
- Cine Aramo (1935, Oviedo)
- Colegio de la Inmaculada (1941, Gijón, reconstrucción)
- Iglesia de San Pedro (Gijón, reconstrucción)
- Iglesia de Santiago (1940, Sama de Langreo)
- Oficinas del Pozo Lláscares (1940, La Felguera)
- Grupo Covadonga (1942, Oviedo)
- Real Club Astur de Regatas (1942, Gijón, reconstrucción)
- Chalés Duro (1943, La Felguera)
- Plaza del Instituto, 7 (1946, Gijón)
- Casa de los Siete Pisos (1948, La Felguera)
- Casa Sindical de Sama (1950, Sama de Langreo)
- Viviendas y Almacenes Castaño (1952, Sama de Langreo)
- Iglesia de La Sagrada Familia (1953, Santullano, Mieres)
- Delegación Provincial de Sindicatos (1954, Oviedo)
- Iglesia del Sagrado Corazón de María (1955, Oviedo)
- Grupo de La Concordia (1956, La Felguera)
- Ciudad Residencial Perlora (1956, Perlora, Carreño)
- Torre Bankunión ("El Rascacielos de Gijón") (1957, Gijón)
- Edificio de Oficinas y comercio Al Pelayo (1964, Oviedo)
- Casa Sindical de Gijón (1966, Gijón)

## Galería complementaria
|                                  |
| Iglesia de Santiago (Sama), 1940 |

|                                    |
| Plaza del Instituto,7, Gijón, 1946 |

|                                             |
| Iglesia del Corazón de María (Oviedo), 1955 |

|                              |
| Torre Bankunión, 1955, Gijón |